# Lista över fornlämningar i Linköpings kommun (Vreta kloster)
Lista över fornlämningar i Linköpings kommun (Vreta kloster) är en förteckning av ett urval av de fornlämningar som finns i Vreta kloster i Linköpings kommun.
| Namn                                | Lämningstyp                      | Tillkomsttid | Historisk indelning         | Plats | Läge                 | ID-nr          | Bild                                      |
| ----------------------------------- | -------------------------------- | ------------ | --------------------------- | ----- | -------------------- | -------------- | ----------------------------------------- |
| Vreta kloster 1:1                   | Fornborg                         |              | Vreta kloster, Östergötland |       | 58.447511, 15.464281 | 10052600010001 | Ladda upp en bild av detta fornminne      |
| Vreta kloster 2:1                   | Grav markerad av sten/block      |              | Vreta kloster, Östergötland |       | 58.460839, 15.445337 | 10052600020001 | Ladda upp en bild av detta fornminne      |
| Vreta kloster 2:2                   | Hällristning                     |              | Vreta kloster, Östergötland |       | 58.460839, 15.445337 | 10052600020002 | Ladda upp en bild av detta fornminne      |
| Vreta kloster 2:3                   | Stensättning                     |              | Vreta kloster, Östergötland |       | 58.460940, 15.445302 | 10052600020003 | Ladda upp en bild av detta fornminne      |
| Vreta kloster 2:4                   | Stensättning                     |              | Vreta kloster, Östergötland |       | 58.461065, 15.445256 | 10052600020004 | Ladda upp en bild av detta fornminne      |
| Vreta kloster 3:1                   | Gravfält                         |              | Vreta kloster, Östergötland |       | 58.462551, 15.445984 | 10052600030001 | Ladda upp en bild av detta fornminne      |
| Vreta kloster 3:2                   | Hällristning                     |              | Vreta kloster, Östergötland |       | 58.462675, 15.446044 | 10052600030002 | Ladda upp en bild av detta fornminne      |
| Vreta kloster 4:1                   | Gravfält                         |              | Vreta kloster, Östergötland |       | 58.463424, 15.444220 | 10052600040001 | Ladda upp en bild av detta fornminne      |
| Vreta kloster 4:2                   | Hällristning                     |              | Vreta kloster, Östergötland |       | 58.462922, 15.443702 | 10052600040002 | Ladda upp en bild av detta fornminne      |
| Vreta kloster 4:3                   | Hällristning                     |              | Vreta kloster, Östergötland |       | 58.463395, 15.444970 | 10052600040003 | Ladda upp en bild av detta fornminne      |
| Vreta kloster 4:4                   | Hällristning                     |              | Vreta kloster, Östergötland |       | 58.463503, 15.445020 | 10052600040004 | Ladda upp en bild av detta fornminne      |
| Vreta kloster 4:5                   | Hällristning                     |              | Vreta kloster, Östergötland |       | 58.463554, 15.444872 | 10052600040005 | Ladda upp en bild av detta fornminne      |
| Vreta kloster 4:6                   | Hällristning                     |              | Vreta kloster, Östergötland |       | 58.463787, 15.444712 | 10052600040006 | Ladda upp en bild av detta fornminne      |
| Vreta kloster 4:7                   | Hällristning                     |              | Vreta kloster, Östergötland |       | 58.464061, 15.445038 | 10052600040007 | Ladda upp en bild av detta fornminne      |
| Vreta kloster 5:1                   | Hällristning                     |              | Vreta kloster, Östergötland |       | 58.466428, 15.447447 | 10052600050001 | Ladda upp en bild av detta fornminne      |
| Vreta kloster 6:1                   | Stensättning                     |              | Vreta kloster, Östergötland |       | 58.468670, 15.448236 | 10052600060001 | Ladda upp en bild av detta fornminne      |
| Vreta kloster 8:1                   | Gravfält                         |              | Vreta kloster, Östergötland |       | 58.482481, 15.479103 | 10052600080001 | Ladda upp en bild av detta fornminne      |
| Vreta kloster 8:2                   | Hällristning                     |              | Vreta kloster, Östergötland |       | 58.482934, 15.479147 | 10052600080002 | Ladda upp en bild av detta fornminne      |
| Vreta kloster 8:3                   | Hällristning                     |              | Vreta kloster, Östergötland |       | 58.482674, 15.479213 | 10052600080003 | Ladda upp en bild av detta fornminne      |
| Vreta kloster 8:4                   | Hällristning                     |              | Vreta kloster, Östergötland |       | 58.482389, 15.479530 | 10052600080004 | Ladda upp en bild av detta fornminne      |
| Vreta kloster 8:5                   | Hällristning                     |              | Vreta kloster, Östergötland |       | 58.481908, 15.479194 | 10052600080005 | Ladda upp en bild av detta fornminne      |
| Vreta kloster 9:1                   | Hög                              |              | Vreta kloster, Östergötland |       | 58.481655, 15.475343 | 10052600090001 | Ladda upp en bild av detta fornminne      |
| Högberget (Vreta kloster 10:1)      | Hög                              |              | Vreta kloster, Östergötland |       | 58.481038, 15.475369 | 10052600100001 | Ladda upp en bild av detta fornminne      |
| Högberget (Vreta kloster 10:2)      | Stensättning                     |              | Vreta kloster, Östergötland |       | 58.480716, 15.476044 | 10052600100002 | Ladda upp en bild av detta fornminne      |
| Vreta kloster 11:1                  | Gravfält                         |              | Vreta kloster, Östergötland |       | 58.473087, 15.466250 | 10052600110001 | Ladda upp en bild av detta fornminne      |
| Vreta kloster 11:2                  | Hällristning                     |              | Vreta kloster, Östergötland |       | 58.473453, 15.466637 | 10052600110002 | Ladda upp en bild av detta fornminne      |
| Vreta kloster 11:3                  | Hällristning                     |              | Vreta kloster, Östergötland |       | 58.473041, 15.466769 | 10052600110003 | Ladda upp en bild av detta fornminne      |
| Vreta kloster 11:4                  | Hällristning                     |              | Vreta kloster, Östergötland |       | 58.473393, 15.466610 | 10052600110004 | Ladda upp en bild av detta fornminne      |
| Vreta kloster 11:5                  | Hällristning                     |              | Vreta kloster, Östergötland |       | 58.473374, 15.466499 | 10052600110005 | Ladda upp en bild av detta fornminne      |
| Vreta kloster 11:6                  | Hällristning                     |              | Vreta kloster, Östergötland |       | 58.473418, 15.466379 | 10052600110006 | Ladda upp en bild av detta fornminne      |
| Vreta kloster 11:7                  | Hällristning                     |              | Vreta kloster, Östergötland |       | 58.473551, 15.466403 | 10052600110007 | Ladda upp en bild av detta fornminne      |
| Vreta kloster 11:8                  | Hällristning                     |              | Vreta kloster, Östergötland |       | 58.473574, 15.466135 | 10052600110008 | Ladda upp en bild av detta fornminne      |
| Vreta kloster 11:9                  | Hällristning                     |              | Vreta kloster, Östergötland |       | 58.473274, 15.466707 | 10052600110009 | Ladda upp en bild av detta fornminne      |
| Vreta kloster 11:10                 | Hällristning                     |              | Vreta kloster, Östergötland |       | 58.472747, 15.466894 | 10052600110010 | Ladda upp en bild av detta fornminne      |
| Vreta kloster 12:1                  | Gravfält                         |              | Vreta kloster, Östergötland |       | 58.469086, 15.472910 | 10052600120001 | Ladda upp en till bild av detta fornminne |
| Vreta kloster 12:2                  | Hällristning                     |              | Vreta kloster, Östergötland |       | 58.469186, 15.473341 | 10052600120002 | Ladda upp en bild av detta fornminne      |
| Vreta kloster 12:3                  | Hällristning                     |              | Vreta kloster, Östergötland |       | 58.469373, 15.471806 | 10052600120003 | Ladda upp en bild av detta fornminne      |
| Vreta kloster 12:4                  | Hällristning                     |              | Vreta kloster, Östergötland |       | 58.469544, 15.471522 | 10052600120004 | Ladda upp en bild av detta fornminne      |
| Vreta kloster 12:5                  | Hällristning                     |              | Vreta kloster, Östergötland |       | 58.469683, 15.473217 | 10052600120005 | Ladda upp en bild av detta fornminne      |
| Vreta kloster 14:1                  | Gravfält                         |              | Vreta kloster, Östergötland |       | 58.475633, 15.485879 | 10052600140001 | Ladda upp en till bild av detta fornminne |
| Vreta kloster 14:2                  | Hällristning                     |              | Vreta kloster, Östergötland |       | 58.473880, 15.483854 | 10052600140002 | Ladda upp en bild av detta fornminne      |
| Vreta kloster 14:3                  | Hällristning                     |              | Vreta kloster, Östergötland |       | 58.475914, 15.487942 | 10052600140003 | Ladda upp en bild av detta fornminne      |
| Vreta kloster 14:4                  | Hällristning                     |              | Vreta kloster, Östergötland |       | 58.475961, 15.488078 | 10052600140004 | Ladda upp en bild av detta fornminne      |
| Vreta kloster 15:1                  | Gravfält                         |              | Vreta kloster, Östergötland |       | 58.469608, 15.487446 | 10052600150001 | Ladda upp en bild av detta fornminne      |
| Vreta kloster 16:1                  | Hög                              |              | Vreta kloster, Östergötland |       | 58.470389, 15.487125 | 10052600160001 | Ladda upp en bild av detta fornminne      |
| Vreta kloster 18:1                  | Gravfält                         |              | Vreta kloster, Östergötland |       | 58.466385, 15.482550 | 10052600180001 | Ladda upp en till bild av detta fornminne |
| Vreta kloster 18:2                  | Hällristning                     |              | Vreta kloster, Östergötland |       | 58.466198, 15.482650 | 10052600180002 | Ladda upp en bild av detta fornminne      |
| Vreta kloster 18:3                  | Hällristning                     |              | Vreta kloster, Östergötland |       | 58.466069, 15.483180 | 10052600180003 | Ladda upp en bild av detta fornminne      |
| Vreta kloster 19:1                  | Gravfält                         |              | Vreta kloster, Östergötland |       | 58.463906, 15.474236 | 10052600190001 | Ladda upp en bild av detta fornminne      |
| Vreta kloster 20:1                  | Gravfält                         |              | Vreta kloster, Östergötland |       | 58.460907, 15.477072 | 10052600200001 | Ladda upp en bild av detta fornminne      |
| Lustigkulle (Vreta kloster 21:1)    | Gravfält                         |              | Vreta kloster, Östergötland |       | 58.461502, 15.478736 | 10052600210001 | Ladda upp en bild av detta fornminne      |
| Vreta kloster 22:1                  | Gravfält                         |              | Vreta kloster, Östergötland |       | 58.457325, 15.473281 | 10052600220001 | Ladda upp en bild av detta fornminne      |
| Vreta kloster 23:1                  | Stensättning                     |              | Vreta kloster, Östergötland |       | 58.458441, 15.471826 | 10052600230001 | Ladda upp en bild av detta fornminne      |
| Vreta kloster 24:1                  | Stensättning                     |              | Vreta kloster, Östergötland |       | 58.454050, 15.517515 | 10052600240001 | Ladda upp en bild av detta fornminne      |
| Vreta kloster 24:2                  | Stensättning                     |              | Vreta kloster, Östergötland |       | 58.453944, 15.517629 | 10052600240002 | Ladda upp en bild av detta fornminne      |
| Vreta kloster 24:3                  | Stensättning                     |              | Vreta kloster, Östergötland |       | 58.453747, 15.517798 | 10052600240003 | Ladda upp en bild av detta fornminne      |
| Vreta kloster 25:1                  | Stensättning                     |              | Vreta kloster, Östergötland |       | 58.484775, 15.518299 | 10052600250001 | Ladda upp en bild av detta fornminne      |
| Vreta kloster 26:1                  | Gravfält                         |              | Vreta kloster, Östergötland |       | 58.483076, 15.504398 | 10052600260001 | Ladda upp en bild av detta fornminne      |
| Vreta kloster 27:1                  | Gravfält                         |              | Vreta kloster, Östergötland |       | 58.481726, 15.507288 | 10052600270001 | Ladda upp en bild av detta fornminne      |
| Vreta kloster 28:1                  | Stensättning                     |              | Vreta kloster, Östergötland |       | 58.480830, 15.508325 | 10052600280001 | Ladda upp en bild av detta fornminne      |
| Vreta kloster 29:1                  | Stensättning                     |              | Vreta kloster, Östergötland |       | 58.480774, 15.505378 | 10052600290001 | Ladda upp en bild av detta fornminne      |
| Vreta kloster 29:2                  | Hällristning                     |              | Vreta kloster, Östergötland |       | 58.480568, 15.505441 | 10052600290002 | Ladda upp en bild av detta fornminne      |
| Vreta kloster 29:3                  | Stensättning                     |              | Vreta kloster, Östergötland |       | 58.480368, 15.505802 | 10052600290003 | Ladda upp en bild av detta fornminne      |
| Vreta kloster 30:1                  | Gravfält                         |              | Vreta kloster, Östergötland |       | 58.480943, 15.496306 | 10052600300001 | Ladda upp en bild av detta fornminne      |
| Vreta kloster 30:2                  | Hällristning                     |              | Vreta kloster, Östergötland |       | 58.481171, 15.496695 | 10052600300002 | Ladda upp en bild av detta fornminne      |
| Vreta kloster 30:3                  | Hällristning                     |              | Vreta kloster, Östergötland |       | 58.480952, 15.496609 | 10052600300003 | Ladda upp en bild av detta fornminne      |
| Vreta kloster 30:4                  | Hällristning                     |              | Vreta kloster, Östergötland |       | 58.480899, 15.495779 | 10052600300004 | Ladda upp en bild av detta fornminne      |
| Vreta kloster 32:1                  | Stensättning                     |              | Vreta kloster, Östergötland |       | 58.481611, 15.496017 | 10052600320001 | Ladda upp en bild av detta fornminne      |
| Vreta kloster 32:2                  | Stensättning                     |              | Vreta kloster, Östergötland |       | 58.481651, 15.496168 | 10052600320002 | Ladda upp en bild av detta fornminne      |
| Vreta kloster 33:1                  | Stensättning                     |              | Vreta kloster, Östergötland |       | 58.480920, 15.497384 | 10052600330001 | Ladda upp en bild av detta fornminne      |
| Vreta kloster 34:1                  | Stensättning                     |              | Vreta kloster, Östergötland |       | 58.480766, 15.500080 | 10052600340001 | Ladda upp en bild av detta fornminne      |
| Vreta kloster 34:3                  | Stensättning                     |              | Vreta kloster, Östergötland |       | 58.481216, 15.499826 | 10052600340003 | Ladda upp en bild av detta fornminne      |
| Vreta kloster 34:4                  | Stensättning                     |              | Vreta kloster, Östergötland |       | 58.481256, 15.500233 | 10052600340004 | Ladda upp en bild av detta fornminne      |
| Vreta kloster 34:5                  | Hällristning                     |              | Vreta kloster, Östergötland |       | 58.481170, 15.500281 | 10052600340005 | Ladda upp en bild av detta fornminne      |
| Vreta kloster 34:6                  | Stensättning                     |              | Vreta kloster, Östergötland |       | 58.481300, 15.500481 | 10052600340006 | Ladda upp en bild av detta fornminne      |
| Vreta kloster 34:7                  | Hällristning                     |              | Vreta kloster, Östergötland |       | 58.481325, 15.500657 | 10052600340007 | Ladda upp en bild av detta fornminne      |
| Vreta kloster 34:8                  | Hällristning                     |              | Vreta kloster, Östergötland |       | 58.480878, 15.499781 | 10052600340008 | Ladda upp en bild av detta fornminne      |
| Vreta kloster 36:1                  | Stensättning                     |              | Vreta kloster, Östergötland |       | 58.493190, 15.462772 | 10052600360001 | Ladda upp en bild av detta fornminne      |
| Vreta kloster 36:2                  | Stensättning                     |              | Vreta kloster, Östergötland |       | 58.493307, 15.462891 | 10052600360002 | Ladda upp en bild av detta fornminne      |
| Vreta kloster 36:3                  | Stensättning                     |              | Vreta kloster, Östergötland |       | 58.493144, 15.463109 | 10052600360003 | Ladda upp en bild av detta fornminne      |
| Vreta kloster 36:4                  | Stensättning                     |              | Vreta kloster, Östergötland |       | 58.493019, 15.463172 | 10052600360004 | Ladda upp en bild av detta fornminne      |
| Vreta kloster 38:1                  | Stensättning                     |              | Vreta kloster, Östergötland |       | 58.493119, 15.481072 | 10052600380001 | Ladda upp en bild av detta fornminne      |
| Vreta kloster 38:2                  | Stensättning                     |              | Vreta kloster, Östergötland |       | 58.492890, 15.481407 | 10052600380002 | Ladda upp en bild av detta fornminne      |
| Vreta kloster 38:3                  | Stensättning                     |              | Vreta kloster, Östergötland |       | 58.492985, 15.481755 | 10052600380003 | Ladda upp en bild av detta fornminne      |
| Vreta kloster 39:1                  | Gravfält                         |              | Vreta kloster, Östergötland |       | 58.494845, 15.481951 | 10052600390001 | Ladda upp en bild av detta fornminne      |
| Vreta kloster 41:1                  | Stensättning                     |              | Vreta kloster, Östergötland |       | 58.490848, 15.506371 | 10052600410001 | Ladda upp en bild av detta fornminne      |
| Vreta kloster 41:2                  | Stensättning                     |              | Vreta kloster, Östergötland |       | 58.490998, 15.505976 | 10052600410002 | Ladda upp en bild av detta fornminne      |
| Vreta kloster 41:3                  | Stensättning                     |              | Vreta kloster, Östergötland |       | 58.491335, 15.505821 | 10052600410003 | Ladda upp en bild av detta fornminne      |
| Vreta kloster 42:1                  | Hög                              |              | Vreta kloster, Östergötland |       | 58.479710, 15.530948 | 10052600420001 | Ladda upp en bild av detta fornminne      |
| Vreta kloster 42:2                  | Stensättning                     |              | Vreta kloster, Östergötland |       | 58.479907, 15.531138 | 10052600420002 | Ladda upp en bild av detta fornminne      |
| Vreta kloster 43:1                  | Grav- och boplatsområde          |              | Vreta kloster, Östergötland |       | 58.489128, 15.537483 | 10052600430001 | Ladda upp en bild av detta fornminne      |
| Vreta kloster 44:1                  | Gravfält                         |              | Vreta kloster, Östergötland |       | 58.491121, 15.539757 | 10052600440001 | Ladda upp en bild av detta fornminne      |
| Vreta kloster 45:1                  | Hög                              |              | Vreta kloster, Östergötland |       | 58.492680, 15.529065 | 10052600450001 | Ladda upp en bild av detta fornminne      |
| Vreta kloster 45:2                  | Hög                              |              | Vreta kloster, Östergötland |       | 58.492410, 15.528776 | 10052600450002 | Ladda upp en bild av detta fornminne      |
| Vreta kloster 45:3                  | Stensättning                     |              | Vreta kloster, Östergötland |       | 58.492167, 15.528771 | 10052600450003 | Ladda upp en bild av detta fornminne      |
| Vreta kloster 46:1                  | Stensättning                     |              | Vreta kloster, Östergötland |       | 58.499752, 15.522558 | 10052600460001 | Ladda upp en bild av detta fornminne      |
| Vreta kloster 47:1                  | Gravfält                         |              | Vreta kloster, Östergötland |       | 58.494311, 15.521388 | 10052600470001 | Ladda upp en bild av detta fornminne      |
| Vreta kloster 48:1                  | Hällristning                     |              | Vreta kloster, Östergötland |       | 58.492480, 15.518597 | 10052600480001 | Ladda upp en bild av detta fornminne      |
| Vreta kloster 48:2                  | Hällristning                     |              | Vreta kloster, Östergötland |       | 58.492500, 15.518727 | 10052600480002 | Ladda upp en bild av detta fornminne      |
| Vreta Kloster (Vreta kloster 50:3)  | Kloster                          |              | Vreta kloster, Östergötland |       | 58.482382, 15.517736 | 10052600500003 | Ladda upp en till bild av detta fornminne |
| Vreta kloster 51:1                  | Hög                              |              | Vreta kloster, Östergötland |       | 58.479441, 15.509578 | 10052600510001 | Ladda upp en bild av detta fornminne      |
| Vreta kloster 52:1                  | Hög                              |              | Vreta kloster, Östergötland |       | 58.478770, 15.509542 | 10052600520001 | Ladda upp en bild av detta fornminne      |
| Vreta kloster 56:1                  | Stensättning                     |              | Vreta kloster, Östergötland |       | 58.494745, 15.514223 | 10052600560001 | Ladda upp en bild av detta fornminne      |
| Vreta kloster 56:2                  | Stenkrets                        |              | Vreta kloster, Östergötland |       | 58.494591, 15.514324 | 10052600560002 | Ladda upp en bild av detta fornminne      |
| Vreta kloster 58:1                  | Stensättning                     |              | Vreta kloster, Östergötland |       | 58.492267, 15.494839 | 10052600580001 | Ladda upp en bild av detta fornminne      |
| Vreta kloster 60:1                  | Stensättning                     |              | Vreta kloster, Östergötland |       | 58.495127, 15.475957 | 10052600600001 | Ladda upp en bild av detta fornminne      |
| Vreta kloster 61:1                  | Grav markerad av sten/block      |              | Vreta kloster, Östergötland |       | 58.490683, 15.471750 | 10052600610001 | Ladda upp en bild av detta fornminne      |
| Vreta kloster 66:1                  | Hög                              |              | Vreta kloster, Östergötland |       | 58.472359, 15.459784 | 10052600660001 | Ladda upp en bild av detta fornminne      |
| Kungsgraven (Vreta kloster 67:1)    | Hög                              |              | Vreta kloster, Östergötland |       | 58.470429, 15.457147 | 10052600670001 | Ladda upp en bild av detta fornminne      |
| Kungsgraven (Vreta kloster 67:2)    | Stensättning                     |              | Vreta kloster, Östergötland |       | 58.470255, 15.456455 | 10052600670002 | Ladda upp en bild av detta fornminne      |
| Vreta kloster 68:1                  | Hög                              |              | Vreta kloster, Östergötland |       | 58.470895, 15.454694 | 10052600680001 | Ladda upp en bild av detta fornminne      |
| Vreta kloster 68:2                  | Stensättning                     |              | Vreta kloster, Östergötland |       | 58.470606, 15.454532 | 10052600680002 | Ladda upp en bild av detta fornminne      |
| Vreta kloster 68:3                  | Stensättning                     |              | Vreta kloster, Östergötland |       | 58.470717, 15.455091 | 10052600680003 | Ladda upp en bild av detta fornminne      |
| Vreta kloster 69:1                  | Hög                              |              | Vreta kloster, Östergötland |       | 58.472504, 15.456730 | 10052600690001 | Ladda upp en bild av detta fornminne      |
| Vreta kloster 69:2                  | Stensättning                     |              | Vreta kloster, Östergötland |       | 58.472438, 15.457273 | 10052600690002 | Ladda upp en bild av detta fornminne      |
| Vreta kloster 70:1                  | Hällristning                     |              | Vreta kloster, Östergötland |       | 58.475983, 15.460174 | 10052600700001 | Ladda upp en bild av detta fornminne      |
| Vreta kloster 71:1                  | Stensättning                     |              | Vreta kloster, Östergötland |       | 58.470817, 15.474081 | 10052600710001 | Ladda upp en bild av detta fornminne      |
| Vreta kloster 71:2                  | Stensättning                     |              | Vreta kloster, Östergötland |       | 58.470654, 15.474083 | 10052600710002 | Ladda upp en bild av detta fornminne      |
| Vreta kloster 71:3                  | Stensättning                     |              | Vreta kloster, Östergötland |       | 58.470435, 15.474177 | 10052600710003 | Ladda upp en bild av detta fornminne      |
| Vreta kloster 73:1                  | Stensättning                     |              | Vreta kloster, Östergötland |       | 58.465200, 15.442987 | 10052600730001 | Ladda upp en bild av detta fornminne      |
| Vreta kloster 74:1                  | Gravfält                         |              | Vreta kloster, Östergötland |       | 58.478727, 15.530067 | 10052600740001 | Ladda upp en bild av detta fornminne      |
| Vreta kloster 75:1                  | Gravfält                         |              | Vreta kloster, Östergötland |       | 58.492389, 15.537652 | 10052600750001 | Ladda upp en bild av detta fornminne      |
| Vreta kloster 76:1                  | Stensättning                     |              | Vreta kloster, Östergötland |       | 58.488068, 15.536884 | 10052600760001 | Ladda upp en bild av detta fornminne      |
| Vreta kloster 76:2                  | Stensättning                     |              | Vreta kloster, Östergötland |       | 58.487780, 15.536983 | 10052600760002 | Ladda upp en bild av detta fornminne      |
| Vreta kloster 77:1                  | Hög                              |              | Vreta kloster, Östergötland |       | 58.490149, 15.533248 | 10052600770001 | Ladda upp en bild av detta fornminne      |
| Vreta kloster 77:2                  | Stensättning                     |              | Vreta kloster, Östergötland |       | 58.490287, 15.533421 | 10052600770002 | Ladda upp en bild av detta fornminne      |
| Vreta kloster 80:1                  | Stensättning                     |              | Vreta kloster, Östergötland |       | 58.480701, 15.532586 | 10052600800001 | Ladda upp en bild av detta fornminne      |
| Vreta kloster 80:2                  | Stensättning                     |              | Vreta kloster, Östergötland |       | 58.480494, 15.532039 | 10052600800002 | Ladda upp en bild av detta fornminne      |
| Vreta kloster 80:3                  | Hög                              |              | Vreta kloster, Östergötland |       | 58.480408, 15.532338 | 10052600800003 | Ladda upp en bild av detta fornminne      |
| Vreta kloster 80:4                  | Stensättning                     |              | Vreta kloster, Östergötland |       | 58.480375, 15.531927 | 10052600800004 | Ladda upp en bild av detta fornminne      |
| Vreta kloster 81:1                  | Stensättning                     |              | Vreta kloster, Östergötland |       | 58.482789, 15.524119 | 10052600810001 | Ladda upp en bild av detta fornminne      |
| Vreta kloster 82:1                  | Gravfält                         |              | Vreta kloster, Östergötland |       | 58.489402, 15.539353 | 10052600820001 | Ladda upp en bild av detta fornminne      |
| Vreta kloster 84:1                  | Stensättning                     |              | Vreta kloster, Östergötland |       | 58.470256, 15.497683 | 10052600840001 | Ladda upp en bild av detta fornminne      |
| Vreta kloster 87:1                  | Stensättning                     |              | Vreta kloster, Östergötland |       | 58.488882, 15.540011 | 10052600870001 | Ladda upp en bild av detta fornminne      |
| Gullbergshögen (Vreta kloster 89:1) | Hög                              |              | Vreta kloster, Östergötland |       | 58.482142, 15.527954 | 10052600890001 | Ladda upp en bild av detta fornminne      |
| Vreta kloster 95:1                  | Hög                              |              | Vreta kloster, Östergötland |       | 58.484997, 15.536336 | 10052600950001 | Ladda upp en bild av detta fornminne      |
| Vreta kloster 97:1                  | Hällristning                     |              | Vreta kloster, Östergötland |       | 58.481236, 15.504987 | 10052600970001 | Ladda upp en bild av detta fornminne      |
| Vreta kloster 97:2                  | Hällristning                     |              | Vreta kloster, Östergötland |       | 58.481096, 15.504977 | 10052600970002 | Ladda upp en bild av detta fornminne      |
| Vreta kloster 98:1                  | Hällristning                     |              | Vreta kloster, Östergötland |       | 58.480761, 15.504198 | 10052600980001 | Ladda upp en bild av detta fornminne      |
| Vreta kloster 98:2                  | Hällristning                     |              | Vreta kloster, Östergötland |       | 58.480842, 15.503642 | 10052600980002 | Ladda upp en bild av detta fornminne      |
| Vreta kloster 98:3                  | Hällristning                     |              | Vreta kloster, Östergötland |       | 58.481088, 15.503496 | 10052600980003 | Ladda upp en bild av detta fornminne      |
| Vreta kloster 99:1                  | Hällristning                     |              | Vreta kloster, Östergötland |       | 58.481381, 15.498165 | 10052600990001 | Ladda upp en bild av detta fornminne      |
| Vreta kloster 99:2                  | Hällristning                     |              | Vreta kloster, Östergötland |       | 58.481566, 15.498280 | 10052600990002 | Ladda upp en bild av detta fornminne      |
| Vreta kloster 99:3                  | Hällristning                     |              | Vreta kloster, Östergötland |       | 58.481522, 15.498781 | 10052600990003 | Ladda upp en bild av detta fornminne      |
| Vreta kloster 101:1                 | Stensättning                     |              | Vreta kloster, Östergötland |       | 58.481899, 15.499732 | 10052601010001 | Ladda upp en bild av detta fornminne      |
| Vreta kloster 101:2                 | Hällristning                     |              | Vreta kloster, Östergötland |       | 58.481899, 15.499732 | 10052601010002 | Ladda upp en bild av detta fornminne      |
| Vreta kloster 101:3                 | Hällristning                     |              | Vreta kloster, Östergötland |       | 58.481899, 15.499732 | 10052601010003 | Ladda upp en bild av detta fornminne      |
| Vreta kloster 101:4                 | Stensättning                     |              | Vreta kloster, Östergötland |       | 58.481677, 15.499757 | 10052601010004 | Ladda upp en bild av detta fornminne      |
| Vreta kloster 102:1                 | Hällristning                     |              | Vreta kloster, Östergötland |       | 58.482098, 15.497827 | 10052601020001 | Ladda upp en bild av detta fornminne      |
| Vreta kloster 102:2                 | Hällristning                     |              | Vreta kloster, Östergötland |       | 58.481828, 15.497479 | 10052601020002 | Ladda upp en bild av detta fornminne      |
| Vreta kloster 102:3                 | Hällristning                     |              | Vreta kloster, Östergötland |       | 58.481615, 15.497073 | 10052601020003 | Ladda upp en bild av detta fornminne      |
| Vreta kloster 104:1                 | Hällristning                     |              | Vreta kloster, Östergötland |       | 58.493536, 15.526917 | 10052601040001 | Ladda upp en bild av detta fornminne      |
| Vreta kloster 111:1                 | Stensättning                     |              | Vreta kloster, Östergötland |       | 58.473890, 15.464960 | 10052601110001 | Ladda upp en bild av detta fornminne      |
| Vreta kloster 112:1                 | Hällristning                     |              | Vreta kloster, Östergötland |       | 58.471158, 15.466965 | 10052601120001 | Ladda upp en bild av detta fornminne      |
| Vreta kloster 112:2                 | Hällristning                     |              | Vreta kloster, Östergötland |       | 58.471011, 15.467536 | 10052601120002 | Ladda upp en bild av detta fornminne      |
| Vreta kloster 113:1                 | Stensättning                     |              | Vreta kloster, Östergötland |       | 58.475765, 15.468677 | 10052601130001 | Ladda upp en bild av detta fornminne      |
| Vreta kloster 116:1                 | Stensättning                     |              | Vreta kloster, Östergötland |       | 58.491625, 15.537311 | 10052601160001 | Ladda upp en bild av detta fornminne      |
| Vreta kloster 121:1                 | Stensättning                     |              | Vreta kloster, Östergötland |       | 58.492273, 15.495970 | 10052601210001 | Ladda upp en bild av detta fornminne      |
| Vreta kloster 122:1                 | Stensättning                     |              | Vreta kloster, Östergötland |       | 58.500833, 15.522269 | 10052601220001 | Ladda upp en bild av detta fornminne      |
| Vreta kloster 125:1                 | Stensättning                     |              | Vreta kloster, Östergötland |       | 58.479647, 15.450527 | 10052601250001 | Ladda upp en bild av detta fornminne      |
| Vreta kloster 125:2                 | Stensättning                     |              | Vreta kloster, Östergötland |       | 58.479629, 15.450897 | 10052601250002 | Ladda upp en bild av detta fornminne      |
| Vreta kloster 126:1                 | Stensättning                     |              | Vreta kloster, Östergötland |       | 58.471742, 15.466552 | 10052601260001 | Ladda upp en bild av detta fornminne      |
| Vreta kloster 131:1                 | Stensättning                     |              | Vreta kloster, Östergötland |       | 58.492796, 15.511828 | 10052601310001 | Ladda upp en bild av detta fornminne      |
| Vreta kloster 131:3                 | Stensättning                     |              | Vreta kloster, Östergötland |       | 58.493017, 15.512406 | 10052601310003 | Ladda upp en bild av detta fornminne      |
| Vreta kloster 133:1                 | Stensättning                     |              | Vreta kloster, Östergötland |       | 58.470689, 15.448656 | 10052601330001 | Ladda upp en bild av detta fornminne      |
| Vreta kloster 134:1                 | Stensättning                     |              | Vreta kloster, Östergötland |       | 58.472414, 15.455611 | 10052601340001 | Ladda upp en bild av detta fornminne      |
| Vreta kloster 136:1                 | Hällristning                     |              | Vreta kloster, Östergötland |       | 58.472505, 15.453207 | 10052601360001 | Ladda upp en bild av detta fornminne      |
| Vreta kloster 137:1                 | Hällristning                     |              | Vreta kloster, Östergötland |       | 58.472397, 15.453757 | 10052601370001 | Ladda upp en bild av detta fornminne      |
| Vreta kloster 140:2                 | Gravfält                         |              | Vreta kloster, Östergötland |       | 58.490319, 15.495659 | 10052601400002 | Ladda upp en bild av detta fornminne      |
| Vreta kloster 144:1                 | Hällristning                     |              | Vreta kloster, Östergötland |       | 58.456065, 15.474639 | 10052601440001 | Ladda upp en bild av detta fornminne      |
| Vreta kloster 146:1                 | Stensättning                     |              | Vreta kloster, Östergötland |       | 58.495667, 15.475351 | 10052601460001 | Ladda upp en bild av detta fornminne      |
| Vreta kloster 146:2                 | Stensättning                     |              | Vreta kloster, Östergötland |       | 58.495556, 15.475469 | 10052601460002 | Ladda upp en bild av detta fornminne      |
| Vreta kloster 148:1                 | Stensättning                     |              | Vreta kloster, Östergötland |       | 58.496380, 15.480169 | 10052601480001 | Ladda upp en bild av detta fornminne      |
| Vreta kloster 164:1                 | Gravfält                         |              | Vreta kloster, Östergötland |       | 58.505325, 15.548093 | 10052601640001 | Ladda upp en bild av detta fornminne      |
| Vreta kloster 165:3                 | Hög                              |              | Vreta kloster, Östergötland |       | 58.494523, 15.518694 | 10052601650003 | Ladda upp en bild av detta fornminne      |
| Vreta kloster 166:1                 | Gravfält                         |              | Vreta kloster, Östergötland |       | 58.493236, 15.519539 | 10052601660001 | Ladda upp en bild av detta fornminne      |
| Vreta kloster 167:1                 | Hällristning                     |              | Vreta kloster, Östergötland |       | 58.493895, 15.519383 | 10052601670001 | Ladda upp en bild av detta fornminne      |
| Vreta kloster 172:1                 | Hällristning                     |              | Vreta kloster, Östergötland |       | 58.465194, 15.447908 | 10052601720001 | Ladda upp en bild av detta fornminne      |
| Vreta kloster 173:1                 | Hällristning                     |              | Vreta kloster, Östergötland |       | 58.464602, 15.445628 | 10052601730001 | Ladda upp en bild av detta fornminne      |
| Vreta kloster 174:1                 | Hällristning                     |              | Vreta kloster, Östergötland |       | 58.463894, 15.446016 | 10052601740001 | Ladda upp en bild av detta fornminne      |
| Vreta kloster 174:2                 | Hällristning                     |              | Vreta kloster, Östergötland |       | 58.463805, 15.446139 | 10052601740002 | Ladda upp en bild av detta fornminne      |
| Vreta kloster 174:3                 | Hällristning                     |              | Vreta kloster, Östergötland |       | 58.464107, 15.446511 | 10052601740003 | Ladda upp en bild av detta fornminne      |
| Vreta kloster 174:4                 | Hällristning                     |              | Vreta kloster, Östergötland |       | 58.463943, 15.445950 | 10052601740004 | Ladda upp en bild av detta fornminne      |
| Vreta kloster 174:5                 | Hällristning                     |              | Vreta kloster, Östergötland |       | 58.463972, 15.445915 | 10052601740005 | Ladda upp en bild av detta fornminne      |
| Vreta kloster 174:6                 | Hällristning                     |              | Vreta kloster, Östergötland |       | 58.464007, 15.445832 | 10052601740006 | Ladda upp en bild av detta fornminne      |
| Vreta kloster 174:7                 | Hällristning                     |              | Vreta kloster, Östergötland |       | 58.464081, 15.445792 | 10052601740007 | Ladda upp en bild av detta fornminne      |
| Vreta kloster 175:1                 | Stensättning                     |              | Vreta kloster, Östergötland |       | 58.459333, 15.446971 | 10052601750001 | Ladda upp en bild av detta fornminne      |
| Vreta kloster 177:1                 | Hög                              |              | Vreta kloster, Östergötland |       | 58.480135, 15.495696 | 10052601770001 | Ladda upp en bild av detta fornminne      |
| Vreta kloster 178:1                 | Hällristning                     |              | Vreta kloster, Östergötland |       | 58.480606, 15.496783 | 10052601780001 | Ladda upp en bild av detta fornminne      |
| Vreta kloster 179:1                 | Hällristning                     |              | Vreta kloster, Östergötland |       | 58.480913, 15.498392 | 10052601790001 | Ladda upp en bild av detta fornminne      |
| Vreta kloster 180:1                 | Stensättning                     |              | Vreta kloster, Östergötland |       | 58.480465, 15.504324 | 10052601800001 | Ladda upp en bild av detta fornminne      |
| Vreta kloster 181:1                 | Hällristning                     |              | Vreta kloster, Östergötland |       | 58.482414, 15.503496 | 10052601810001 | Ladda upp en bild av detta fornminne      |
| Vreta kloster 182:1                 | Hällristning                     |              | Vreta kloster, Östergötland |       | 58.483740, 15.504210 | 10052601820001 | Ladda upp en bild av detta fornminne      |
| Vreta kloster 183:1                 | Hällristning                     |              | Vreta kloster, Östergötland |       | 58.483573, 15.505696 | 10052601830001 | Ladda upp en bild av detta fornminne      |
| Vreta kloster 184:1                 | Hällristning                     |              | Vreta kloster, Östergötland |       | 58.481149, 15.507573 | 10052601840001 | Ladda upp en bild av detta fornminne      |
| Vreta kloster 185:1                 | Hällristning                     |              | Vreta kloster, Östergötland |       | 58.479237, 15.507152 | 10052601850001 | Ladda upp en bild av detta fornminne      |
| Vreta kloster 186:1                 | Hällristning                     |              | Vreta kloster, Östergötland |       | 58.463281, 15.446516 | 10052601860001 | Ladda upp en bild av detta fornminne      |
| Vreta kloster 186:2                 | Hällristning                     |              | Vreta kloster, Östergötland |       | 58.463367, 15.446474 | 10052601860002 | Ladda upp en bild av detta fornminne      |
| Vreta kloster 186:3                 | Hällristning                     |              | Vreta kloster, Östergötland |       | 58.463314, 15.445988 | 10052601860003 | Ladda upp en bild av detta fornminne      |
| Vreta kloster 186:4                 | Hällristning                     |              | Vreta kloster, Östergötland |       | 58.463074, 15.445600 | 10052601860004 | Ladda upp en bild av detta fornminne      |
| Vreta kloster 187:1                 | Hällristning                     |              | Vreta kloster, Östergötland |       | 58.473189, 15.465217 | 10052601870001 | Ladda upp en bild av detta fornminne      |
| Vreta kloster 188:1                 | Hällristning                     |              | Vreta kloster, Östergötland |       | 58.491350, 15.506682 | 10052601880001 | Ladda upp en bild av detta fornminne      |
| Vreta kloster 191:1                 | Hög                              |              | Vreta kloster, Östergötland |       | 58.454713, 15.475721 | 10052601910001 | Ladda upp en bild av detta fornminne      |
| Vreta kloster 195:1                 | Husgrund, förhistorisk/medeltida |              | Vreta kloster, Östergötland |       | 58.499486, 15.540292 | 10052601950001 | Ladda upp en bild av detta fornminne      |
| Vreta kloster 197:1                 | Grav- och boplatsområde          |              | Vreta kloster, Östergötland |       | 58.500617, 15.535695 | 10052601970001 | Ladda upp en bild av detta fornminne      |
| Vreta kloster 200:1                 | Hällristning                     |              | Vreta kloster, Östergötland |       | 58.498769, 15.521730 | 10052602000001 | Ladda upp en bild av detta fornminne      |
| Vreta kloster 203:1                 | Grav- och boplatsområde          |              | Vreta kloster, Östergötland |       | 58.506473, 15.509384 | 10052602030001 | Ladda upp en bild av detta fornminne      |
| Vreta kloster 232                   | Grav- och boplatsområde          |              | Vreta kloster, Östergötland |       | 58.489916, 15.482588 | 12000000058280 | Ladda upp en bild av detta fornminne      |